# バクー地下鉄
バクー地下鉄（バクーちかてつ、アゼルバイジャン語: Bakı Metropoliteni）は、アゼルバイジャンの首都バクーで運行されている地下鉄である。ソビエト連邦時代の1967年に開業し、中心部で非常に深い位置に駅が設置されていることや、アゼルバイジャンの国民的モチーフとソ連のイデオロギーの混ざった宮殿のように豪華な装飾がされていることなど、旧ソ連圏の地下鉄の多くに共通する特徴を持っている。2014年現在40.3 kmの複線の路線網を持ち、全部で27駅ある。

## 歴史

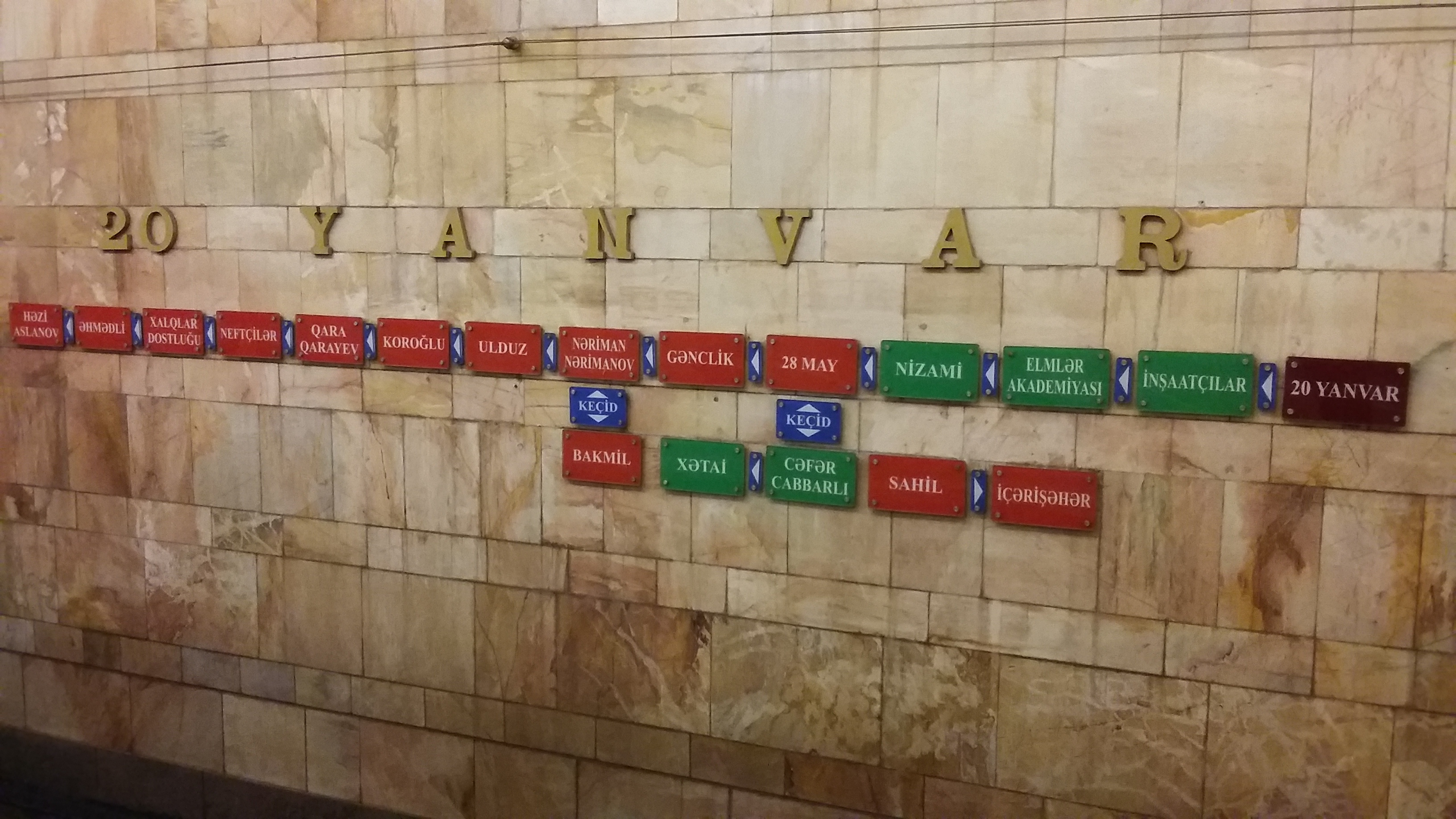
20 yanvar駅の表示板

ロシア帝国の最後の時代に、港町のバクーはカスピ海で石油が発見されたことにより大きな都市へと成長していき、1930年代にはアゼルバイジャン・ソビエト社会主義共和国の首都となり、南コーカサスにおける最大の都市となっていた。都市開発の新しい総合計画の採用に伴い、地下鉄に関する最初の計画が1930年代に打ち出された。
第二次世界大戦ではバクーはドイツに陥落することなく、コーカサスの戦略的な中心としてさらに発展して、ソ連において地下鉄建設の基準となる人口100万人をかなり超過した。1947年にソビエト閣僚会議は建設を認める布告を出し、1951年に建設が開始された。1967年11月6日に、十月革命50周年を記念してバクー地下鉄がソ連で5番目の地下鉄として開通した。当初は6.5 kmの区間で、1つの車両基地を備えていた。
バクーの独特の地形のため、バクー地下鉄はソ連において典型的な3本の路線が三角形を構成するような路線網とはならず、2本の楕円状の路線が市の中心部にあるバクー駅で交差する構造となった。このため路線は市の南西の端に始まり、北東へ進んで北部の住宅地区を経由して、曲がって南東部へ戻っていくような構造となった。路線は段階的に開通し、1970年にウルドゥズ駅、1972年にNeftçilər駅、1989年にAhmedli駅まで開通し、2002年にHazi Aslanov駅まで開通したことで最初の路線が完成した。これに加えて1979年にBakmilの車両基地に開設された駅への支線が開通した。
2番目の路線はHazi Aslanov駅からカスピ海に沿って進み、バクーの工業地帯を通過して1号線とバクー駅で再び交差する。そこからさらに西へ向かって、北へ向きを変えて北西地区と結ぶ。建設を促進するために、28 May駅からKhatai駅までの支線が1968年に開通した。そして1976年には反対側にNizami駅まで開通した。この時点で1号線と2号線は28 May駅で同じ駅設備を使用していた。当初は、2号線はこの駅を含めて3駅しかなかったので、1号線との駅の共用は大きな問題ではなかった。しかし1985年に第2段階が開通して、Memar Ajemi駅まで伸びると8駅となり、乗換設備の建設が必要とされるようになった。
1993年に乗換駅のJafar Jabbarli駅の第1段階が開通した。しかしソビエト連邦の崩壊と政治の混乱、ナゴルノ・カラバフ戦争や経済的な破綻などもあり、バクーにおける建設はほとんど停止してしまった。さらに1990年代には2回の破滅的な事件が起きた。1994年7月にはテロリストの攻撃があり13人が死亡、42人が負傷した。さらに1995年10月には混雑した列車で火災が発生し、289人が死亡、300人以上が負傷した。
1990年代末になりようやく建設工事を再開することができ、一部欧州連合からの資金により、一部だけ建設された状態になっていたHazi Aslanov駅が完成した。2000年代半ばには1994年から中断されてきた2号線の北端への区間の建設が始まり、2008年10月9日にNasimi、2009年12月30日にAzadlıq prospektiまで、さらに、2011年6月29日にはDərnəgülまで開通した。

## 路線と駅

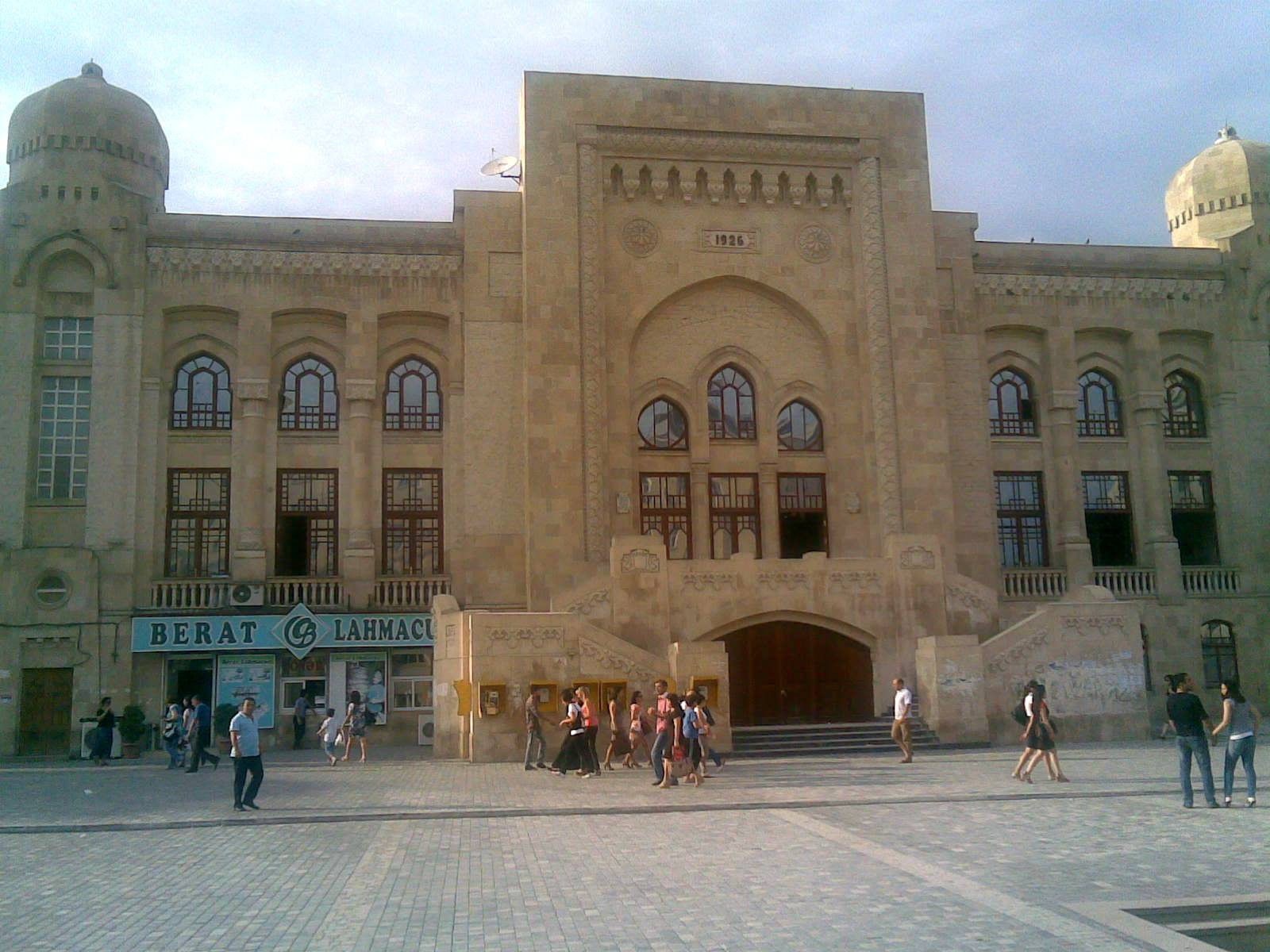
バクー旅客駅とも接続するターミナルの28 May駅の地上にある旧バクー駅駅舎 現KFC

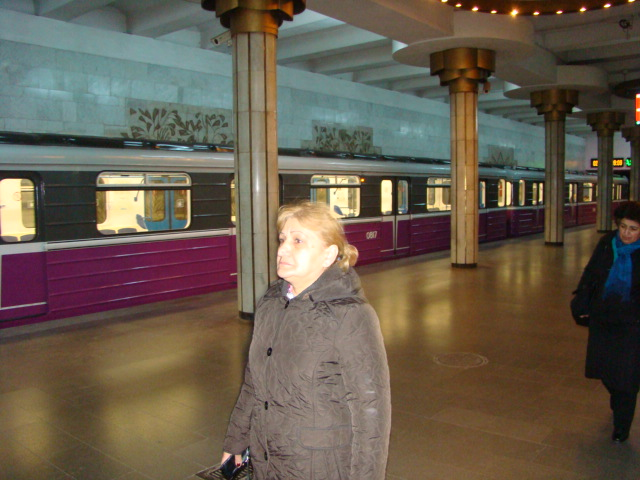
Xalqlar dostluğu駅

バクー地下鉄には公式には1号線と2号線の2路線があるが、相互乗り入れ運転を行っているため2つの路線に分けることはできず運転系統は複雑である。そのため、1号線と2号線の区分けはほぼ無意味であり、同じ緑色の2号線同士であっても直通運転を行っていない。
1号線はHəzi Aslanov駅からİçərişəhər駅までの区間に加え、支線となるBakmil駅から1号線の終点のİçərişəhər駅と2号線の終点のDərnəgül駅までの区間も運転されているが各方面1時間に2本程度と本数は少ない。さらに、Həzi Aslanov駅から28 May駅を通り、2号線の区間の終点のDərnəgül駅まで行く路線、2号線の支線区間であるŞah İsmail Xətai駅とCəfər Cabbarlı 駅を結ぶシャトル路線の系5系統に分かれている。このシャトル路線は複線路線として建設されているが、需要が少ないため単線のみを使用した運行となっている。
バクー鉄道駅とも接続する28 May駅が全運転系統の乗換駅となっており、同一ホームで複数の行先の電車に乗ることができるが、2号線のŞah İsmail Xətai駅とCəfər Cabbarlı 駅を結ぶシャトル路線は28 May駅とは別のCəfər Cabbarlı駅から発着する。しかし、両駅は構内で接続されており、乗り換えが可能である。
- 系統1（Həzi Aslanov - 28 May - İçərişəhər）･･･1号線
- 系統2（Həzi Aslanov - 28 May - Dərnəgül）･･･1号線から2号線へ乗り入れ
- 系統3（Bakmil - 28 May - Dərnəgül）････1号線支線から2号線へ乗り入れ
- 系統4（Bakmil - 28 May - İçərişəhər）･･･1号線支線から1号線本線の終点まで
- 系統5（Cəfər Cabbarlı - Şah İsmail Xətai）･･･2号線支線の単線シャトル運行。Cəfər Cabbarlı駅で28 May駅と接続。2号線本線とは直通運転を行っていない。

| 路線名 | 路線番号 | 区間                        | 開業年 | 距離    | 駅数 |
| ------ | -------- | --------------------------- | ------ | ------- | ---- |
| 路線 1 | 1        | İçərişəhər ↔ Həzi Aslanov   | 1967年 | 20.1 km | 13   |
| 路線 2 | 2        | Şah İsmail Xətai ↔ Dərnəgül | 1976年 | 14.5 km | 10   |
| 路線 3 | 3        | Xocəsən ↔ 8 Noyabr          | 2016年 | 5.7 km  | 4    |

### 年表

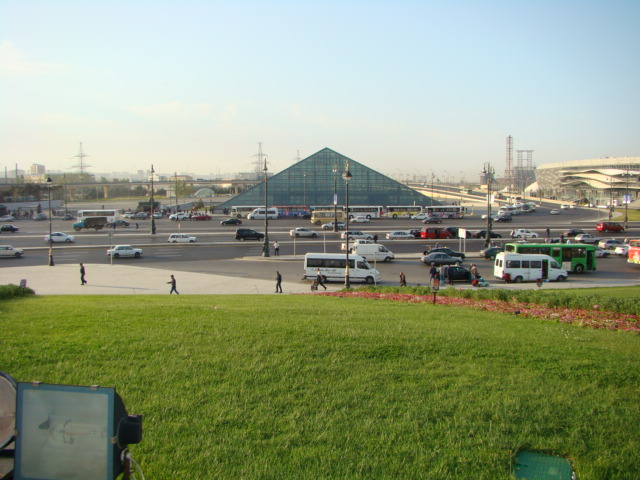
ルーブル美術館の入口のような建物のKoroğl駅

| 区間                              | 開業日         | 距離    |
| --------------------------------- | -------------- | ------- |
| İçərişəhər - ナリマン・ナリマノフ | 1967年11月6日  | 6.5 km  |
| 28 May - Şah İsmail Xətai         | 1968年2月22日  | 2.3 km  |
| Nəriman Nərimanov - ウルドゥズ    | 1970年5月5日   | 2.1 km  |
| ウルドゥズ - Neftçilər            | 1972年11月7日  | 5.3 km  |
| 28 May - Nizami Gəncəvi           | 1976年12月31日 | 2.2 km  |
| ナリマン・ナリマノフ - Bakmil     | 1979年3月28日  | 0.5 km  |
| Nizami Gəncəvi - Memar Əcəmi      | 1985年12月31日 | 6.5 km  |
| Neftçilər - Əhmədli               | 1989年4月28日  | 3.3 km  |
| Cəfər Cabbarlı                    | 1993年12月27日 | 0.15 km |
| Əhmədli - Həzi Aslanov            | 2002年12月10日 | 1.4 km  |
| Memar Əcəmi - Nəsimi              | 2008年10月9日  | 2.1 km  |
| Nəsimi - Azadlıq prospekti        | 2009年12月30日 | 1.3 km  |
| Azadlıq prospekti - Dərnəgül      | 2011年6月29日  | 1.5 km  |
| Memar Əcəmi-2 - Avtovağzal        | 2016年4月19日  | 2.1 km  |
| Memar Əcəmi-2 - 8 Noyabr          | 2021年5月29日  | 1.4 km  |
| Avtovağzal - Xocəsən              | 2022年12月23日 | 2.2 km  |
| 合計:                             | 27駅           | 40.3 km |

### 駅名変更
- Shaumyan — Khatai
- XI Gizil Ordu Meydani — 20 Yanvar
- 28 Aprel — 28 May
- Avrora — Gara Garayev
- Elektrozavod — Bakmil
- 26 Baki Komissari — Sahil
- Baki Soveti — İçәri Şәhәr
- Məşədi Əzizbəyov —  Koroğlu

## 拡張計画
2011年現在、いくつかの計画があるものの2箇所だけが建設中である。バクー地下鉄の局長であるTaghi Ahmadovは2011年に、2040年までには70の新しい駅を建設する計画を発表した。この路線はバスターミナルや国際空港へも乗り入れる予定である。

## 建築
バクーは起伏の激しい地形のため、とても深い場所に造られた駅がある。これは核戦争の際にはシェルターとしても機能するようになっており、1950年代から1960年代までの冷戦最盛期に建設されたこととも関係がある。この深い場所にある7つの駅はどれも標準的なパイロン様式となっている。地下鉄の中の多くを占める13の駅は浅いピラー-トリスパン様式となっている。これに加えてBakmil駅1つは地上にある単一プラットホームの駅となっている。
他の多くの旧ソ連諸国と同じように、駅は鮮烈に飾り立てられており、モザイク・彫刻・レリーフ・建築などでソ連のイデオロギーや進歩的・国際的な文化、アゼルバイジャンの伝統的な文化や歴史などを扱っていた。ソ連の崩壊後、いくつかの駅が改名され、新しいイデオロギーに適合した装飾に変更された駅もある。
また、近年は各駅の入り口が改築され、パリのルーブル美術館を思わせるようなガラス張りのデザインの駅がいくつも誕生している。

### 車両

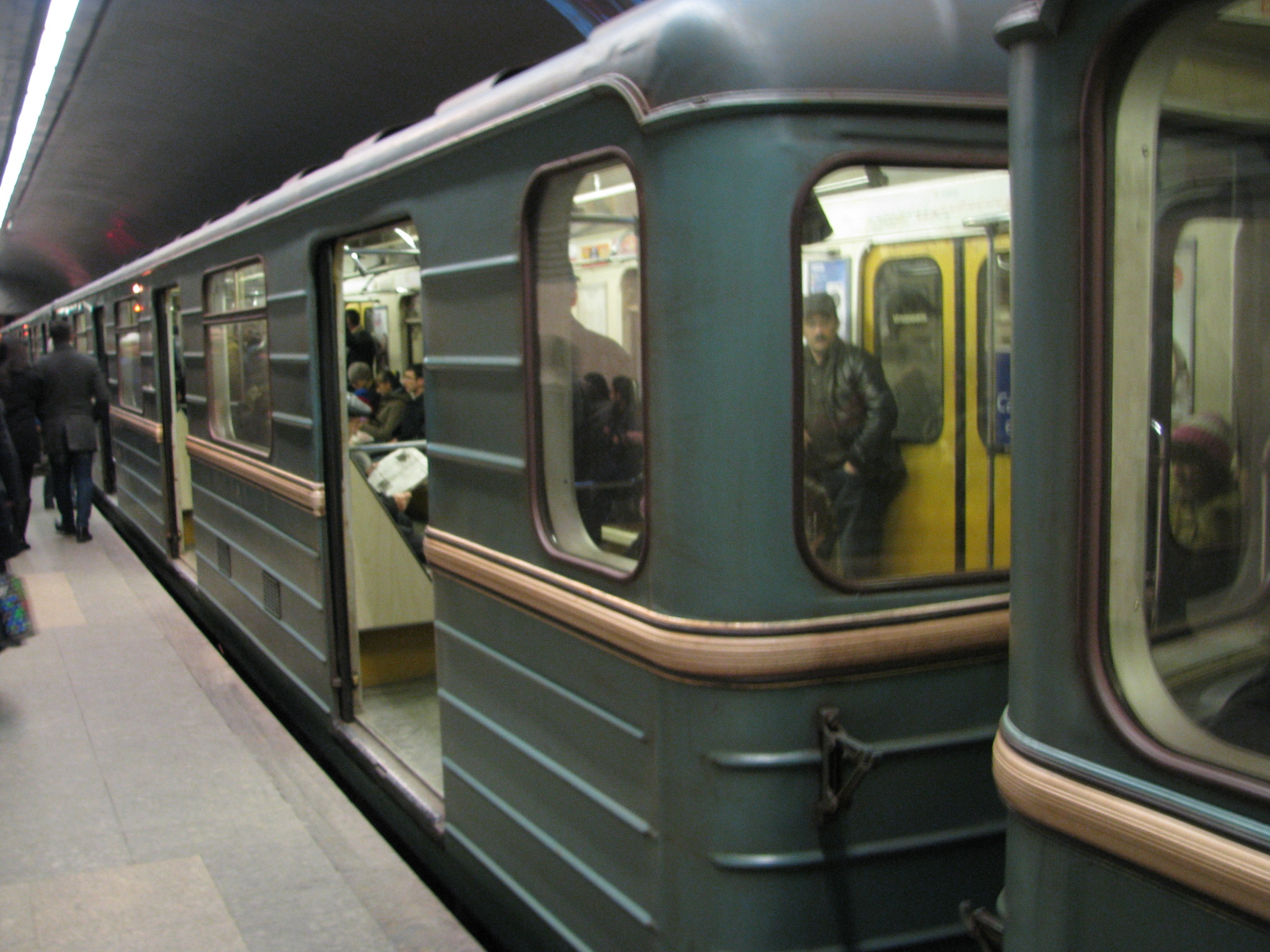
車両

バクーには、Bakmil駅に隣接する1つの車両基地があり、同じくBakmilという名前が付けられている。2005年1月時点で228両の車両があり、これにより43本の5両編成が構成され、他は特別な目的に使用されている。古い方ではEzh3型やEm-508型があり、多くを占めるのは1980年代初期から受領している81-717/714型とこの改良型である。

### 乗車券
2006年から新しい運賃支払システムが導入された。自動改札機（ターンスタイル）に乗車トークンを入れる代わりに、新しいRFID方式のカードシステムに移行した。カードは2マナトで発売されているが、使用前にチャージする必要がある。この新しいシステムは成功を収め、すぐに利用客に定着した。1乗車は0.2マナトである。同じ駅で複数回使うことで1枚のカードをグループで使用することができる。地下鉄の路線間を乗り継ぐ際は追加運賃はかからない。

## 事故

### 1994年爆破事件
1994年3月19日から7月3日にかけて、2回の連続爆破事件があり27人が死亡、91人が負傷した。3人のアルメニア人が事件に関与したとして後に逮捕され、服役している。